# Metallica (album)
Metallica is het vijfde studioalbum van Metallica. Het is beter bekend onder de naam The Black Album die het heeft gekregen vanwege de zwarte hoes die het album heeft, een knipoog naar The White Album van The Beatles. Verder staat er nog onduidelijk en schuin het logo van de band, en een slang die je goed ziet in het licht. Dit is het eerste album met Bob Rock als producer, hij was producer van de band van 1991 tot het begin van 2006. Dit album was commerciëler en zachter dan de vorige albums, dat niet alle fans tevreden kon stellen, maar hiermee trokken ze een groter publiek aan, met nummers als Enter Sandman, The Unforgiven en Nothing Else Matters. Met The Black Album werd ook de traditie gebroken om minstens een instrumentaal nummer toe te voegen, Newsted wilde My Friend of Misery als instrumentaal nummer hebben. Ulrich vond dit maar niets. Ook lagen drie van de vier bandleden in een scheiding tijdens de opnames, wat hun werk beïnvloedde.

## Tracklist
Alle teksten zijn geschreven door James Hetfield. 
| 1.                 | Enter Sandman        | James Hetfield, Lars Ulrich, Kirk Hammett | 5:29 |
| 2.                 | Sad but True         | Hetfield, Ulrich                          | 5:24 |
| 3.                 | Holier Than Thou     | Hetfield, Ulrich                          | 3:47 |
| 4.                 | The Unforgiven       | Hetfield, Ulrich, Hammett                 | 6:26 |
| 5.                 | Wherever I May Roam  | Hetfield, Ulrich                          | 6:42 |
| 6.                 | Don't Tread on Me    | Hetfield, Ulrich                          | 3:59 |
| 7.                 | Through the Never    | Hetfield, Ulrich, Hammett                 | 4:01 |
| 8.                 | Nothing Else Matters | Hetfield, Ulrich                          | 6:29 |
| 9.                 | Of Wolf and Man      | Hetfield, Ulrich, Hammett                 | 4:16 |
| 10.                | The God That Failed  | Hetfield, Ulrich                          | 5:05 |
| 11.                | My Friend of Misery  | Hetfield, Ulrich, Jason Newsted           | 6:47 |
| 12.                | The Struggle Within  | Hetfield, Ulrich                          | 3:51 |
| Totale duur: 62:31 |                      |                                           |      |

## Band
- James Hetfield – slaggitaar, zang
- Lars Ulrich – drums
- Kirk Hammett – leadgitaar
- Jason Newsted – basgitaar